# Hans Strikwerda
Johannes (Hans) Strikwerda (Naaldwijk, 3 december 1952) is een Nederlands bedrijfskundige, organisatieadviseur en hoogleraar aan de Universiteit van Amsterdam. Hij geldt als pionier op het gebied van de implementatie van shared service centers in de publieke sector.
Strikwerda studeerde wiskunde aan de Rijksuniversiteit Groningen, en bedrijfskunde aan de Interuniversitaire Interfaculteit Bedrijfskunde in Delft bij onder andere Henk van Dongen, Hugo Bosch en Rob Dunning. Later in 1994 promoveerde hij aan de Katholieke Universiteit Brabant bij John Rijsman op het proefschrift "Organisatie-advisering: wetenschap en pragmatiek".
Na zijn studie in Delft ging hij aan de slag bij de rijksoverheid, vervolgens bij Philips Electronics, en werkt tegenwoordig hij het adviesbureau Nolan, Norton & Co. In 2000 werd hij aangesteld als hoogleraar aan de Faculteit der Economische Wetenschappen en Econometrie van de Universiteit van Amsterdam met de intreerede getiteld "Internal governance: leiding en organisatie in de nieuwe economie". Hiernaast is hij als docent betrokken bij het Sioo.
In 2005 werd Strikweda door het vakblad Management Team gekozen tot meest invloedrijke consultant van Nederland.

## Publicaties, een selectie
- 1994. Organisatie-advisering : wetenschap en pragmatiek. Proefschrift Katholieke Universiteit Brabant. Delft : Eburon.
- 2000. Changing business designs for the 21st century : how to realize aspirational business strategies. Met Han van der Zee (red.). Addison Wesley Longman.
- 2000. Internal governance : leiding en organisatie in de nieuwe economie. Inaugurele rede Universiteit van Amsterdam.
- 2000. Het ontwerpen van een organisatie : de concernstructuur. Prentice Hall.
- 2003. Shared service centers : van kostenbesparing naar waardecreatie. Van Gorcum.
- 2005. Growth, governance and organisation : on power strategy and modular organisation. Van Gorcum.
- 2007. Executing strategy in turbulent times : how capital markets impact corporate strategy. Nolan, Norton & Co.
- 2008. Van unitmanagement naar multidimensionale organisaties. Van Gorcum.
- 2009. Het nieuwe ondernemen : het belang van vertrouwen voor de onderneming van de toekomst. Stichting Maatschappij en Onderneming (SMO).